# Taznakht
Taznakht (in arabo تازناخت‎?; in berbero: ⵜⴰⵣⵏⴰⵅⵜ, Taznaxt) è un villaggio del Marocco, che si trova nella provincia di Ouarzazate, nella regione di Drâa-Tafilalet.